# Sección de Rugby del Real Madrid Club de Fútbol
La Sección de rugby del Real Madrid Club de Fútbol fue una de las distintas modalidades deportivas de las que dispuso el club a lo largo de sus más cien años de historia. Fundada a finales de 1924, logró éxitos a nivel regional y nacional antes de interrumpirse temporalmente y desaparecer finalmente en 1948.
Aunque permanece extinta en la actualidad, fueron varios los intentos en los primeros años del siglo xxi por recuperarla pero finalmente no llegaron a materializarse. El más cercano al resurgir de la sección se produjo en 2007 cuando, tras acordarse en la asamblea del club, se compraron los derechos federativos del C. R. C. Pozuelo Madrid que dejaron paso a un acuerdo de colaboración durante el que se logró un balance de cuatro títulos en dos temporadas. Finalmente no se concretó el acuerdo para refundar oficialmente la sección tras la temporada 2009-10 debido al cambio de presidencia en el club madridista, produciéndose la desvinculación definitiva entre ambas entidades. Fue entonces cuando el Atlético de Madrid se adelantó al Real Madrid C. F. para cerrar el acuerdo con el club de la División de Honor de Pozuelo.,
Siendo una de las secciones históricas del club, hoy en día las vitrinas del museo albergan los trofeos conquistados por esta sección.

## Historia

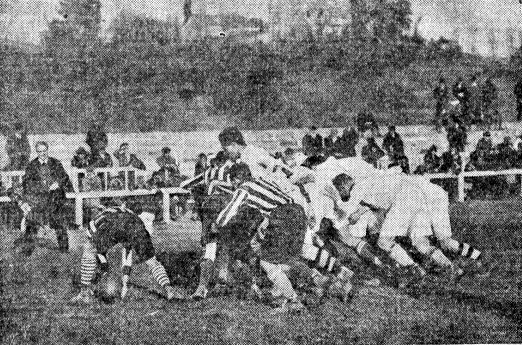
Primer partido de la sección en 1925.

A finales del año 1924 algunos de los jóvenes asistentes al nuevo gimnasio del club, entre los que se encontraba el exfutbolista Eulogio Aranguren, dieron vida a la sección madridista de este deporte del que eran grandes aficionados. El primer partido disputado por la sección fue el 10 de enero de 1925 frente al Athletic Club de Madrid. En él vencieron los madridistas por 27-0 en un partido celebrado en el Stadium Metropolitano que hubo de ser finalizado antes de concluir el tiempo reglamentario por pincharse la pelota. Los tantos fueron merced a tres goals y cuatro tíes [sic].
Pese a que inicialmente se proyectó un nuevo partido entre ambas sociedades días después para dilucidar un equipo titular conjunto que se enfrentase a la sección de rugby de la Academia de Infantería de Toledo en el Estadio de Chamartín, finalmente fue únicamente la sección madridista la encargada de recibir a los toledanos el día 25. El partido se saldó con victoria local por 23-9 tras el 12-6 de la primera mitad siendo Wilmore el jugador más destacado, y consiguiendo así el primer trofeo para las vitrinas del club.
Después de unos años de triunfos a nivel regional y varios intentos por lograr un título de España, en 1934 se vieron recompensados los esfuerzos con el triunfo en la máxima competición española del Campeonato de Copa de España ante el equipo de la Federación Universitaria Escolar (F. E. U.) de Valencia.
Antes de su primer y único título del Campeonato de España el club alcanzó la final en las cuatro ediciones anteriores a dicho campeonato. En la primera de ellas, acontecida el 24 de junio de 1930 frente al F. C. Barcelona en Les Corts, el equipo formado por J. L. Sambasilio, Vázquez, Collie, Guzmán, Soler, Quique de Simón, Muñoz, Jaime Pérez Perezoff, Antonio del Prado, Luis Ferreras, Casas, Francisco Larrañaga, Rossi, Bonilla y José María Gancedo cayó derrotado.

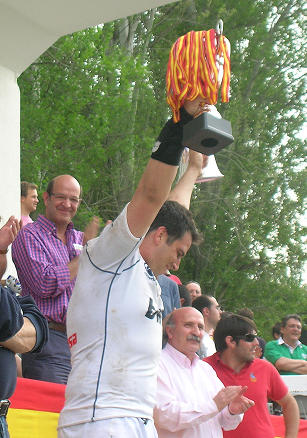
Diego Pérez levantando el título de campeón de la Copa del Rey en 2008, período durante el cual el Real Madrid poseyó los derechos del CRC Madrid.

Tras verse interrumpida unos años, terminó por desaparecer en 1948, hasta que tras unas negociaciones iniciadas en 2007, se firmó en 2008 un acuerdo con el C. R. C. Madrid Pozuelo Boadilla en lo que fue un serio intento por recuperar la histórica sección. Cuando a falta de pocos flecos de esponsorización para el acuerdo y la oficialización total del Real Madrid Rugby, se produjo la salida del club del artífice de los progresos Ramón Calderón, sumiendo al club en una crisis institucional que paralizó numerosas operaciones del club, entre las que se encontraba en proyecto del rugby cuyo equipo incluso había cambiado el nombre y los colores por el de BWIN Pozuelo Boadilla C. R. C. y el blanco en referencia al Real Madrid., Con la llegada de Florentino Pérez al club en su segunda etapa como presidente, no se retomaron las negociaciones pasadas y finalmente el anhelo de ver de nuevo a la sección no llegó a materializarse.
Durante las escasas dos décadas que el club mantuvo la sección, se llegó a cosechar un Campeonato de España, actual Copa del Rey, en el año 1934 en una época en la que empezó a cosechar un gran renombre y en la que incluso llegó a disputar partidos frente a otros equipos del panorama internacional.
El primero del que se tiene constancia se produjo el 23 de noviembre de 1930 en el campo de la Unión Sporting Club frente al combinado inglés British Team. El Real Madrid Rugby que venía de proclamarse como campeón del Campeonato Regional fue el vencedor por 7-0 gracias a un ensayo de Ramón Resines y un drop goal de Del Campo en la segunda mitad., El XV blanco de aquel partido fue: Bonilla, José María Gancedo, Morales, Casas, Francisco Larrañaga, Luis Ferreras, Davin y Rigaillaud como delanteros; Muñoz y el capitán e internacional Quique de Simón como medios (melé y apertura); el internacional y mejor jugador del choque Ramón Resines, Debuc, De la Torre y Del Campo como tres cuartos; y Lamba como zaguero. Los suplentes fueron Guevara, J. López, F. Candela, Soler y Pantoja. El encuentro fue presenciado por el presidente de la Federación Castellana de Rugby y vicepresidente de la Federación Española de Rugby el Sr. Ambrosio Ristori de la Cuadra, que dio cuenta de la superioridad madridista como así recogen las declaraciones de la época al enviado del diario ABC, y tras el que declaró:

"Estoy contento de todos. Se ha jugado duro pero con corrección."
Ambrosio Ristori de la Cuadra. 23 de noviembre de 1930. Madrid.

A nivel regional, el Real Madrid Rugby llegó a proclamarse hasta cuatro veces vencedor del Campeonato Regional Centro, todos ellos de manera consecutiva en los primeros años de la década de 1930.

## Jugadores
Entre las filas de la sección destacaron algunos nombres como los de Keane, Gutiérrez, García, Wilmore, Warner, Martínez Alonso, Leigh, Bell —primer capitán del equipo—, Casanova, Crespo, Sotero Aranguren, Edwards, McLaine, Germán y Hook. Esta fue la primera formación a quince del primer partido de su historia.
A los citados jugadores se unieron Morrison, Lyons, Gormán, Giner, Merino y Romero en el que fue el primer partido celebrado como locales en el Estadio de Chamartín.

## Palmarés resumido
- 1 Copa del Rey: 1934.

4 Subcampeonatos: 1930, 1931, 1932, 1933.
2 campeonatos no contabilizados. Obtenidos por el BWIN Pozuelo Boadilla CRC en 2008 y 2009 cuyos derechos poseía el Real Madrid desde 2007-08.
- Supercopa de España:

2 campeonatos no contabilizados. Obtenidos por el BWIN Pozuelo Boadilla CRC en 2008 y 2009 cuyos derechos poseía el Real Madrid desde 2007-08.
- 3 Campeonatos Regionales: 1930,[26] 1931,[27] 1932.[28]

Otros triunfos a nivel regional: hasta 1934.[cita requerida]